# Костел Пресвятої Трійці (Волочиськ)
Костел Пресвятої Трійці — костел міста Волочиськ Хмельницької області.

## Історія
У 1722 році у Волочиську збудували дерев'яний костел коштом Юзефа Потоцького.
Мурований храм постав у 1813—1817 роках завдяки родині чергових власників — Мошинських. Його освятив 1817 року єпископ Ян Подгороденський.
За радянської влади у 1936 році костел закрили та перебудовали для потреб фабрики по виготовленню електричних деталей. 18 травня 1993 року колишню святиню повернули римо-католикам, його було частково відреставровано завдяки зусиллям о. Славомира Бураковського. На третьому поверсі будівлі облаштовано каплицю під титулом св. Йосифа, Обручника Марії, у якій в неділю відправляються Святі Меси.
Ще до повернення старого храму у 1992 році під керівництвом о. Владислава Ванаґса з Городка у Волочиську розпочали будівництво нового мурованого костелу, яке завершили 1995 року. 8 грудня цього ж року його в якості парафіяльного храму освятив єпископ Ян Ольшанський MIC. Споруджено також парафіяльний будинок. Парафію обслуговують оо.-христосівці (товариство Христове для Закордонної Полонії), працюють черниці зі згромадження Сестер Бенедиктинок Місіонерок.